# George Tabori
George Tabori, właśc. György Tábori (ur. 24 maja 1914 w Budapeszcie, zm. 23 lipca 2007 w Berlinie) – węgierski dramaturg, reżyser, scenarzysta, aktor i tłumacz żydowskiego pochodzenia.
Tworzył w języku angielskim, reżyserował i grał głównie po niemiecku. Pisał dla teatru, radia, telewizji i filmu. W ostatnich dekadach XX w. był najczęściej wystawianym współczesnym dramaturgiem w niemieckich i austriackich teatrach. W jego sztukach antysemityzm i Holocaust są intensywnie zabarwione czarnym humorem, absurdem i groteską, „ze skłonnością do szokujących efektów i drastycznych sformułowań, przekraczających granice psychicznej wyporności, nie wspominając nawet o dobrym smaku” .

## Życiorys

### Młodość
Urodził się w Budapeszcie, w wywodzącej się z klasy średniej rodzinie o żydowskich korzeniach. Jego ojciec, Cornelius Tábori (1879–1944), był prawnikiem, publicystą, pisarzem, badaczem i tłumaczem z angielskiego. Matka George’a, Elsa z d. Ziffer (1889–1963), pochodziła ze Słowenii, będącej wówczas częścią Monarchii Habsburgów i była córką lekarza praktykującego w modnych kurortach, np. w Bad Ischl. George miał starszego brata Paula. Matka była katoliczką, ojciec agnostykiem, który w imię kosmopolityzmu porzucił judaizm i ochrzcił obu synów, po czym wysłał ich do protestanckiej szkoły. George dopiero mając 7 lat dowiedział się o swoim żydowskim pochodzeniu.
Wychowywał się w domu pełnym książek, muzyki (grał na saksofonie, jego brat na fortepianie), częstych wizyt pisarzy, intelektualistów o liberalnych poglądach i wszelkiego rodzaju artystów. Od dzieciństwa przejawiał zdolności literackie, co w rodzinie Taborich było częste  i niezbyt mile widziane, jako że zwykle prowadziło do niepopłatnego zawodu literata. Dlatego po maturze, jesienią 1932, został przez ojca wysłany do Berlina, by szkolił się w branży hotelarskiej. Wkrótce jednak wrócił, bo po dojściu Hitlera do władzy (w 1933) nie czuł się bezpiecznie w nazistowskich Niemczech. Ostatecznie poszedł w ślady brata i w 1935 wyjechał do Londynu, gdzie pracował jako goniec w księgarni oraz tłumacz najświeższych wiadomości dla węgierskiej agencji prasowej. Jednak przede wszystkim polerował swój angielski. Wtedy też przekształcił swoje imię z György na George.

### Czasy wojenne
W 1939 wrócił do Budapesztu jako korespondent zagraniczny. W czasie wojny pracował na Bliskim Wschodzie (m.in. w Jerozolimie i Kairze) dla British Army Near East News Service (1941–1943), a następnie dla londyńskiego BBC (1943–1947). W 1941 otrzymał brytyjskie obywatelstwo. W 1944 dowiedział się, że jego ojciec został zamordowany w Oświęcimiu. Kilka miesięcy później okazało się, że jego matce w zadziwiający sposób udało się ujść z życiem, co uczynił fabułą swojego późniejszego dramatu Courage mojej matki.
W tym czasie Tabori napisał swoje pierwsze powieści: thriller Beneath the Stone (1945), Companions of the Left Hand (1946) oraz kryminał psychologiczny Original Sin (1947), które zwróciły uwagę wytwórni Metro-Goldwyn-Mayer.

### Hollywood i Broadway

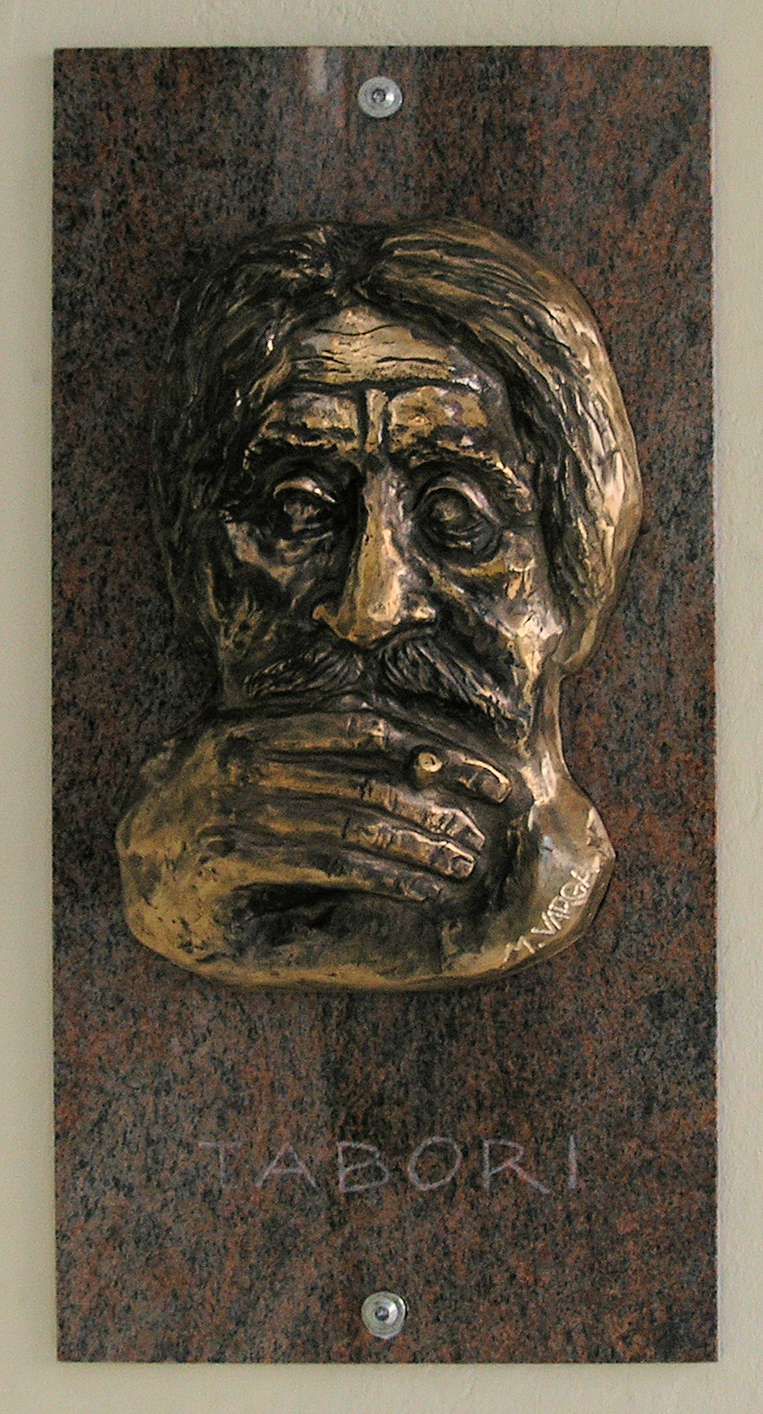

W 1947 Tabori wyjechał do USA i jako scenarzysta rozpoczął współpracę z Hollywood, w tym z MGM, a później również z Warner Bros. Pisał scenariusze m.in. dla: Alfreda Hitchcocka, Charlesa Vidora, Anatola Litvaka, Josepha Loseya, Anthony’ego Asquitha.
Na początku lat 50. Tabori zadebiutował jako reżyser przedstawieniem Panny Julii Strindberga na scenie nowojorskiego Phoenix Theatre . W tym czasie napisał też swoje pierwsze sztuki teatralne, które były wystawiane na Broadwayu: Flight into Egypt (1952) wyreżyserowaną przez Elię Kazana, The Emperor’s Clothes (1953) wyreżyserowaną przez Harolda Clurmana oraz Brouhaha (1958), wystawioną w reżyserii Petera Halla.
Zaprzyjaźnił się z niemieckimi emigrantami: Thomasem Mannem i jego bratem Heinrichem, Theodorem Adorno, Arnoldem Schönbergiem, Lionem Feuchtwangerem i Bertoltem Brechtem. Zwłaszcza przyjaźń z Brechtem i bliska z nim współpraca uświadomiły Taboriemu, że to teatr jest jego naturalnym żywiołem. Przetłumaczył na angielski i wyreżyserował trzy dramaty Brechta (Kariera Artura Ui, Karabiny pani Carrar i Matka Courage i jej dzieci) oraz napisał poświęconą mu sztukę będącą kolażem jego pism Brecht to Brecht (1961) .
Mimo że Tabori nie był komunistą, jego przyjaźnie i współpraca z Elią Kazanem, Arthurem Millerem, Charlie Chaplinem i innymi spowodowały, że znalazł się na czarnej liście McCarthy’ego i nie był w stanie uzyskać angażu w amerykańskim filmie czy telewizji. Razem ze swoją drugą żoną, szwedzką gwiazdą filmową Vivecą Lindfors, założył w Nowym Jorku trupę teatralną „The Strolling Players”, dla której pisał sztuki i z którą wyjeżdżał do Europy, zwłaszcza do Londynu .

### Concordia w Bremie
W 1968 Tabori został zaproszony przez żonę Brechta Helene Weigel do uczestnictwa w Brecht-Dialoque. Był to kongres zorganizowany w Berlinie Wschodnim z okazji 70. rocznicy urodzin Brechta. Uczestniczył tam w próbach i spektaklach zespołu Berliner Ensemble, założonego w 1949 roku przez Brechta. I mimo że Berliner Ensemble wydawał się być teatrem doskonałym, Tabori nie potrafił się utożsamić z duchem brechtowskiego perfekcjonizmem, wirtuozerią i ascetyzmem realizacji. Teatr Taboriego zmierzał w zupełnie innym kierunku, ku symbiotycznej relacji między sceną a rzeczywistością oraz zachęcaniu widza do zaangażowania zarówno intelektualnego, jak i emocjonalnego.
Rok później jego sztuka Kanibale (The Canibals, 1968) odniosła oszałamiający sukces po premierze w zachodnioberlińskim Teatrze Schillera. Krótko potem Taboriemu przyznano zachodnioniemieckie stypendium Akademickiego Ośrodka Wymiany z Zagranicą. Zaczął reżyserować w Berlinie Zachodnim, Tybindze, Bonn, Monachium i Bremie . Ostatecznie osiedlił się w Niemczech i w wieku 58 lat rozpoczął nowy rozdział swojego życia jako reżyser teatralny.
W 1975 Tabori przyjął propozycję stałej współpracy w Bremie, gdzie w niewielkim teatrze Concordia stworzył eksperymentalne laboratorium teatralne (Theaterlabor). Dysponował stałym 10-osobowym zespołem aktorskim. Założeniem Taboriego w pracy z aktorami był swobodny rozwój całej grupy, wypracowywanie wspólnych doświadczeń bez przyjętej z góry koncepcji. Bardziej niż role interesowała go osobowość aktora, praca z nim, wzajemne relacje między „być” a „grać” . Niwelował barierę aktor – widz, rezygnując z tradycyjnej sceny i wprowadzając aktorów między widzów. W koncepcji reżyserskiej odnosił się do własnych obserwacji i przemyśleń z seansów terapeutycznych, w których uczestniczył w Filadelfii na Uniwersytecie Pensylwanii. Stworzył spektakl-dokument psychoterapeutyczny Sigmunds Freude. W inscenizacji Hamleta analizował zachowanie tytułowego bohatera z psychiatrycznego punktu widzenia i dowodził, że stanowi ono odbicie wielu dewiacji psychicznych.
W 1977 zrealizował w Concordii spektakl na podstawie opowiadania Kafki Głodomór. W trakcie przygotowań do spektaklu, w ramach koncepcji spójności sceny z rzeczywistością, Tabori i cały zespół aktorski przez 40 dni pościli pod opieką lekarza. Publiczność była zszokowana widząc aktorów wyglądających jak żywe szkielety z nazistowskich obozów koncentracyjnych. Senator Horst Werner Franke, ówczesny dyrektor ds. kultury w Bremie, groził nakazem przymusowego karmienia aktorów i aresztowaniem reżysera. Ostatecznie kontrakty całego zespołu teatralnego nie zostały przedłużone i Tabori zakończył swoją współpracę z Concodią w 1978.

### Holocaust i czarny humor

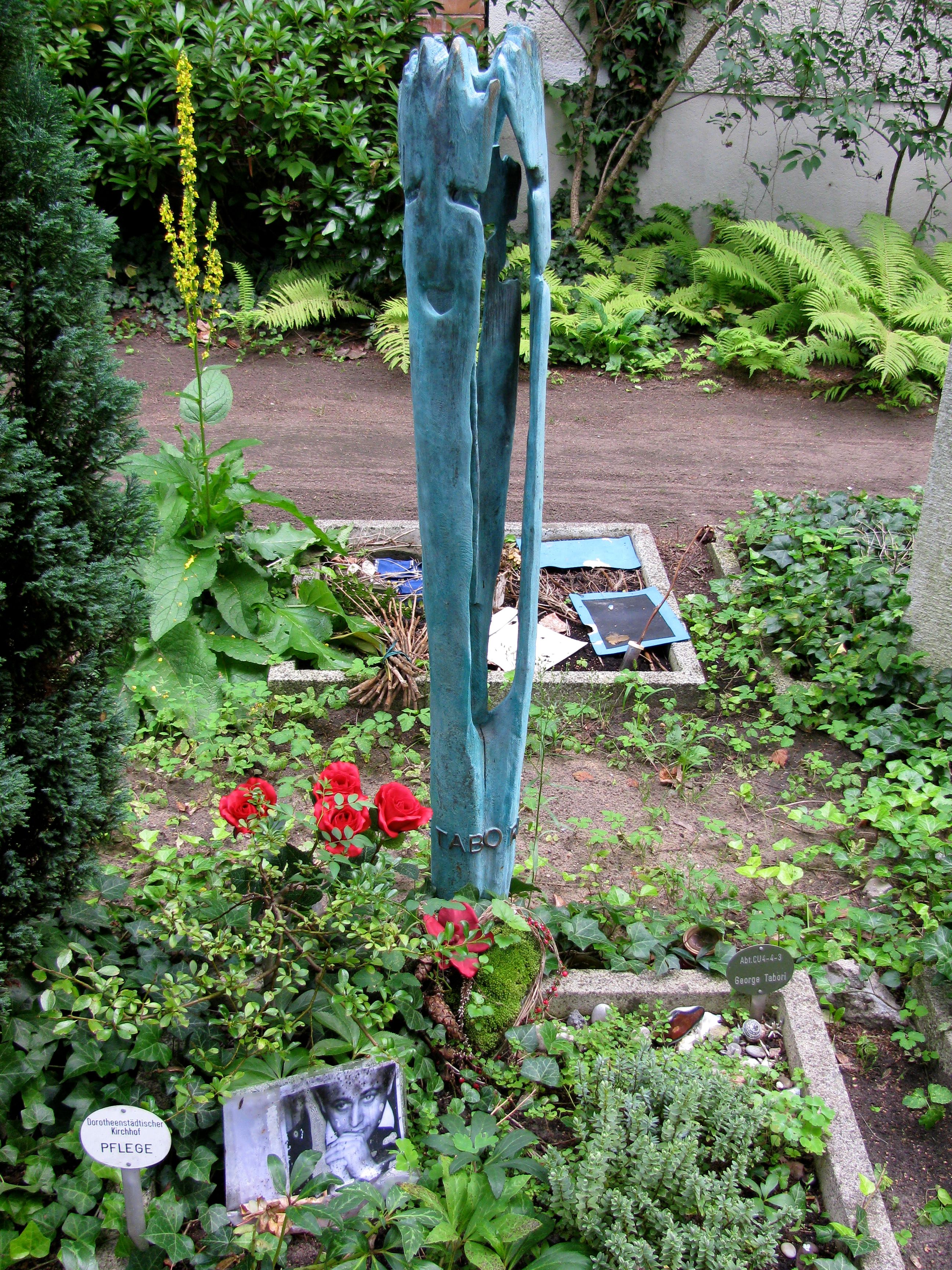
Grób George’a Taboriego, Dorotheenstädtischer Friedhof, Berlin

W twórczości Taboriego jako pisarza i dramaturga wszechobecna jest tematyka żydowska, zwłaszcza Holocaust. Ale nie ma to nic wspólnego z martyrologią.
Standardowemu lamentowi i nieszczeremu pietyzmowi Tabori przeciwstawia kpinę, szyderstwo, żydowskie żarciki rodem ze szmoncesu, czarny humor, groteskę balansującą na krawędzi straszliwej, ostatecznej absurdalności .
Już Kanibale, pierwsza jego sztuka o tej tematyce, traktująca o kanibalizmie wśród więźniów obozu koncentracyjnego, zachęcała do śmiania się z ludzkich potworów i morderców. Co nie zawsze spotykało się ze zrozumieniem publiczności, szczególnie niemieckiej.
W 1979 wystawił w Monachium wyreżyserowaną przez siebie własną sztukę Courage mojej matki (Mutters Courage, 1979), z Hanną Schygullą w roli tytułowej. Jest to opowieść o prawdziwych losach matki Taboriego, która dziwnym zrządzeniem losu została wypuszczona z pociągu wiozącego więźniów do Oświęcimia, bowiem niemiecki żandarm uwierzył, że pracuje dla Czerwonego Krzyża, a świadczącą o tym legitymację zostawiła w domu.
Cztery lata później, w 50. rocznicę dojścia Hitlera do władzy, Tabori przedstawił w Bochum groteskowy Jubileusz (Jubiläum, 1982), w którym m.in. jeden z bohaterów sugerował, że oświęcimskie krematoria były piecami do wypieku chałek.
Największym sukcesem Taboriego okazała się sztuka Mein Kampf, której premiera miała miejsce w kwietniu 1987 w wiedeńskim Akademietheater, w reżyserii autora. Tabori wystąpił też w roli Szlomo Herzla, Żyda zaprzyjaźnionego z młodym Adolfem Hitlerem, próbującym dostać się na wiedeńską Akademię Sztuk Pięknych. Po porażce na egzaminie, Herzl doradza Hitlerowi, by ten porzucił malarstwo, do którego wyraźnie brakuje mu talentu i zajął się raczej polityką. „W dramacie tym, drażniącym wprost pomieszaniem stylów, gatunków i konwencji znaleźć można niemal wszystko: pierwiastki farsy i «czystej» komedii, groteskę, karykaturę, absurd i surrealizm”.
W szkicu dedykowanym Taboriemu na siedemdziesiąte urodziny krytyk Peter von Becker napisał między innymi: „Całe swoje pisarstwo nazywa Tabori egzorcyzmami, galeria jego postaci to przeróżne odmiany własnego «ja», dowcip to dla dotkniętego nieszczęściem, lecz ocalonego z zagłady koło ratunkowe, nie ucieczka przed rzeczywistością, lecz rzeczywistość” .

### Życie prywatne
George Tabori miał starszego o 6 lat brata Paula (1908–1974), który od lat 30. mieszkał w Londynie i – podobnie jak ich ojciec – był dziennikarzem, pisarzem i tłumaczem literatury oraz przewodniczącym jednej z sekcji londyńskiego PEN Clubu. Interesował się także naukami społecznymi (miał tytuł doktora ekonomii i nauk politycznych) oraz paranormalnymi (był wiceprezesem Ghost Clubu).
Tabori był czterokrotnie żonaty.

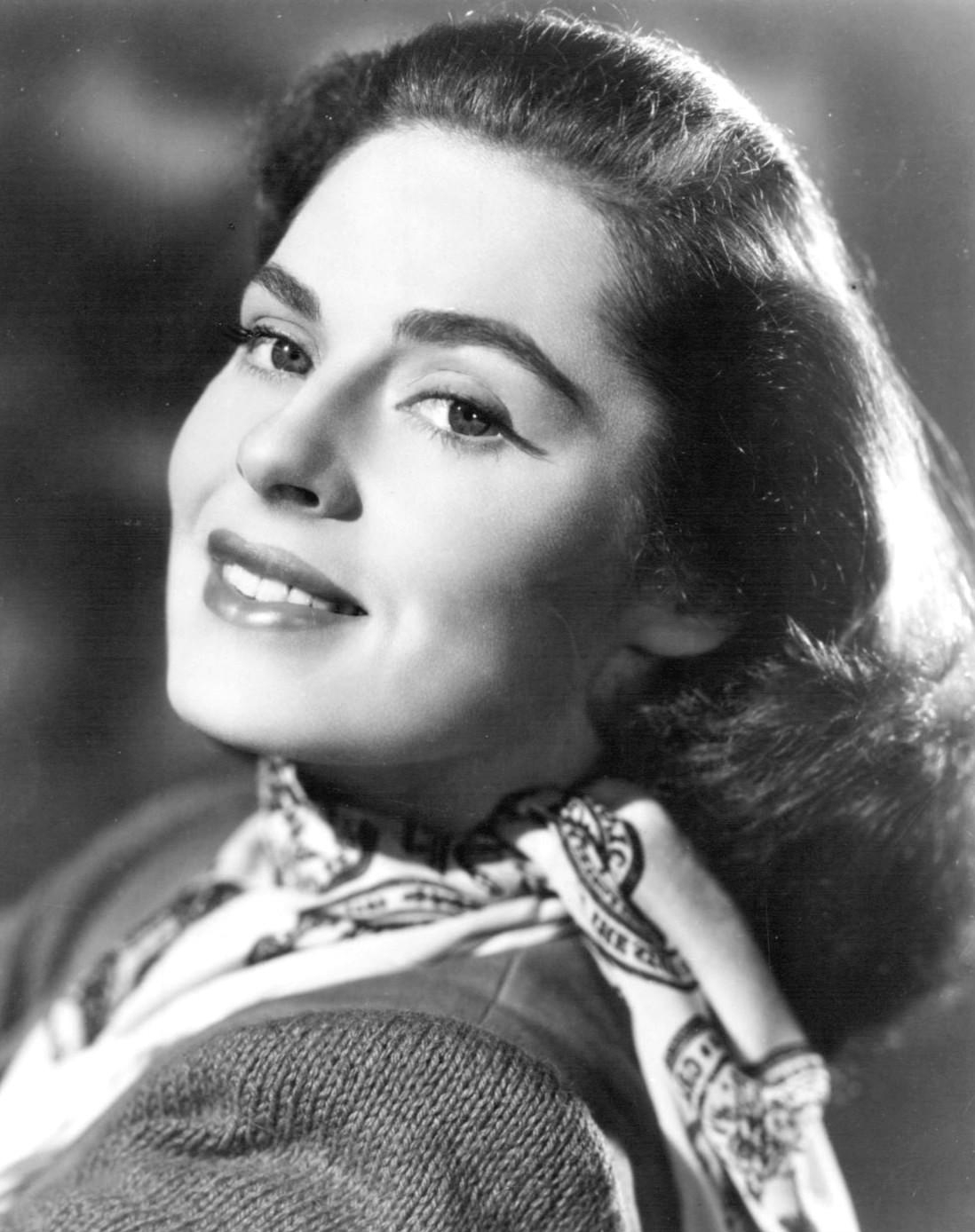
Viveca Lindfors (1957)

Pierwszą żoną była Hannah Freund. Urodzona w 1919 w Darmstadt niemiecka Żydówka, która wyemigrowała do Palestyny w ramach piątej aliji, organizowanej przez syjonistyczną organizację w Niemczech. Poznali się w 1942 w Jerozolimie. Jako sierżant Higgins, Hannah była oficerem koordynującym program radia BBC i współpracowała z brytyjskim wywiadem. Pobrali się 12 września 1942, w Jerozolimie. Ślubu udzielił im pro-brytyjski rabin w obecności dwóch świadków – agentów brytyjskiego wywiadu. Hannah, mimo że była zagorzałą syjonistką, pojechała za mężem do Londynu, a potem do Ameryki. Rozwiedli się w 1954, gdy Tibori żył już w Nowym Jorku z Vivecą Lindfors.
Viveca Lindfors (1920–1995) była szwedzką aktorką filmową i teatralną, od 1942 mieszkającą w USA. Pobrali się w lipcu 1954. Tabori był jej czwartym mężem; zaadoptował troje jej dzieci z poprzednich małżeństw: Johna, Lenę i Kristoffera, wszystkie nosiły nazwisko Tabori. Para współpracowała na gruncie zawodowym. Rozwiedli się w 1972, gdy Tabori zdecydował się osiedlić w Niemczech.
Trzecią żoną była Ursula Grützmacher-Tabori, z którą poza małżeństwem łączyła go długoletnia współpraca zawodowa. Ursula przetłumaczyła na niemiecki wszystkie dramaty Taboriego napisane po 1970. Ich związek trwał 8 lat (1976–1984); po rozwodzie nadal pozostała jego jedyną tłumaczką. Zdaniem Taboriego przekłady Ursuli były doskonałe; „zawsze znajdowała ton tak właściwy, że tekst wydawał się napisany oryginalnie po niemiecku”.
Swoją czwartą żonę, aktorkę Ursulę Höpfner (ur. 1949), Tabori poznał w Bremie. Brała udział w niemal wszystkich jego produkcjach teatralnych, poczynając od bremeńskiego Theaterlabor w Concordii, poprzez Monachium i Hamburg, a kończąc na Wiedniu. Była modelową aktorką Taboriego: śmiałą, bezkompromisową, zainteresowaną teatrem niekonwencjonalnym, spontaniczną, ale i zdyscyplinowaną, a przy tym wygimnastykowaną i z doskonałą dykcją. Nazywał ją Uschi II. Była młodsza od niego o 35 lat. Pobrali się w 1985 i pozostali małżeństwem przez 22 lata, aż do jego śmierci.

## Odznaczenia i nagrody
- 1954 BAFTA za najlepszy brytyjski scenariusz (wspólnie z Robinem Estridgem za The Young Lovers)
- 1976 Deutscher Kritikerpreis
- 1979 Prix Italia, za słuchowsko Weisman i Czerwona Twarz (Weisman i Rotgesicht)[3]
- 1981 Order Zasługi Republiki Federalnej Niemiec[3]
- 1983 Mülheimer Dramatikerpreis za Jubileusz (Jubiläum)
- 1988 Theaterpreis Berlin
- 1990 Mülheimer Dramatikerpreis za Weisman i Czerwona Twarz
- 1992 Nagroda im. Georga Büchnera
- 1997 Austriacki Order Nauki i Sztuki
- 1998 Walter-Hasenclever-Literaturpreis
- 1998 Concordia-Preis
- 2001 Kasseler Literaturpreis für grotesken Humor
- 2001 Nestroy-Theaterpreis (za całokształt)
- 2002 Bruno-Kreisky-Preis für das politische Buch (za całokształt)
- 2006 Wielki Oficer I Klasy, Odznaka Honorowa za Zasługi dla Republiki Austrii
- 2006 Der Faust-Theaterpreis (za całokształt)

## Utwory sceniczne
George Tabori napisał blisko 30 sztuk. Tworzył po angielsku, utwory napisane po 1970 były przetłumaczone na niemiecki przez Ursulę Grützmacher-Tabori i w większości znane są pod swoimi niemieckimi tytułami. Na język polski przełożono osiem sztuk, z czego sześć zawarto w II tomie Antologii współczesnych sztuk austriackich 
|  | - Flight Into Egypt (1952) - The Emperor’s Clothes (1953) - Brouhaha (1958) - The Niggerlovers (1967) - Kanibale (The Cannibals) (1968) - Pinkville (1970) - Clowns (1972) - Sigmunds Freude (1975) - Changes (1976) - Talk Show (1976) - Abendschau (1979) - Courage mojej matki (Mutters Courage) (1979) - Jubileusz (Jubiläum) (1983) - Peepshow (1984) | - Schuldig geboren (1987) - Mein Kampf (1987) - Weisman i Czerwona Twarz (Weisman und Rotgesicht) (1990) - Der Babylon-Blues (1991) - Wariacje Goldbergowskie (Goldberg-Variationen) (1991) - Requiem für einen Spion (1993) - Die 25. Stunde (1994) - Die Massenmörderin und ihre Freunde (1995) - Ballada o sznyclu wiedeńskim (Die Ballade vom Wiener Schnitzel) (1996) - Letzte Nacht im September (1997) - Die Brecht-Akte (1999) - Przedwczesne odejście (Frühzeitiges Ableben) (2001) - Gesegnete Mahlzeit (2007) |

## Filmografia

### scenarzysta
- 1950 – Kryzys (Crisis) – reż. Richard Brooks
- 1953 – Thunder in the East – reż. Charles Vidor
- 1954 – Flight Into Egypt – serial TV General Motors Presents, sezon 2, odc. 20
- 1954 – The young lovers – reż. Anthony Asquith, wspólnie z Robinem Estridgem, nagrodzony nagrodą BAFTA[2][10].
- 1955 – Wyznaję (I Confess) – reż. Alfred Hitchcock
- 1958 – Brouhaha – reż. Peter Hall, serial TV Theatre Night, sezon 2, odc. 1
- 1959 – Podróż (The Journey) – reż. Anatole Litvak
- 1960 – The Emperor’s Clothes – reż. Boris Sagal, serial TV Play of the Week, sezon 1, odc. 14
- 1962 – No exit – reż. Tad Danielewski, z Vivecą Lindfors (drugą żoną Taboriego) w roli głównej, nagrodzoną Srebrnym Niedźwiedziem[40]
- 1968 – Sekretna ceremonia (Secret Ceremony) – reż. Joseph Losey
- 1970 – Kannibalen – reż. Reinhard Mieke, film TV
- 1972 – Parades – reż. Robert J. Siegel
- 1981 – Frohes Fest – scen. i reż. George Tabori
- 1991 – Mein Kampf – reż. Thomas Langhoff, film TV
- 1995 – My Mother’s Courage – reż. Michael Verhoeven
- 1996 – The Legend of Mrs. Goldman and the Almighty God – reż. Michael Verhoeven
- 2009 – Mein Kampf – reż. Urs Odermatt

### aktor
- 1978 – Auf den Hund gekommen – reż. Rosemarie Fendel – jako Leonard – film TV
- 1986 – Tarot  – reż. Rudolf Thome – jako reżyser teatralny
- 1988 – Der Passagier – Welcome to Germany – scen. i reż. Thomas Brasch – jako rabin
- 1989 – »Es ist ein Welttheater, jedes Leben«. George Tabori in Wien. – scen. i reż. Ottokar Runze, (fragm. video) – jako on sam – film dok.
- 1991 – Sehnsüchte oder Es ist alles unheimlich leicht – reż. Wilhelm Pellert, Julian Pölsler – jako profesor – film TV
- 1994 – Żegnaj Ameryko! (Auf Wiedersehen Amerika) – reż. Jan Schütte – jako Ziffer
- 1994 – Köd – reż. Krisztina Deák – jako Gábor bácsi
- 1994 – Nach Ihnen, Herr Mandelbaum! – George Tabori in Auschwitz – reż. Günter Schilhan – film. dok. TV – jako on sam
- 1995 – My Mother’s Courage – reż. Michael Verhoeven – jako on sam
- 1996 – The Legend of Mrs. Goldman and the Almighty God – reż. Michael Verhoeven – jako on sam
- 1997 – Wieloryb (Der Unfisch) – reż. Robert Dornhelm
- 2001 – George Tabori – Der Schriftsteller als Fremder – Eberhard Görner – film. dok. TV – jako on sam